# Georgian Bay

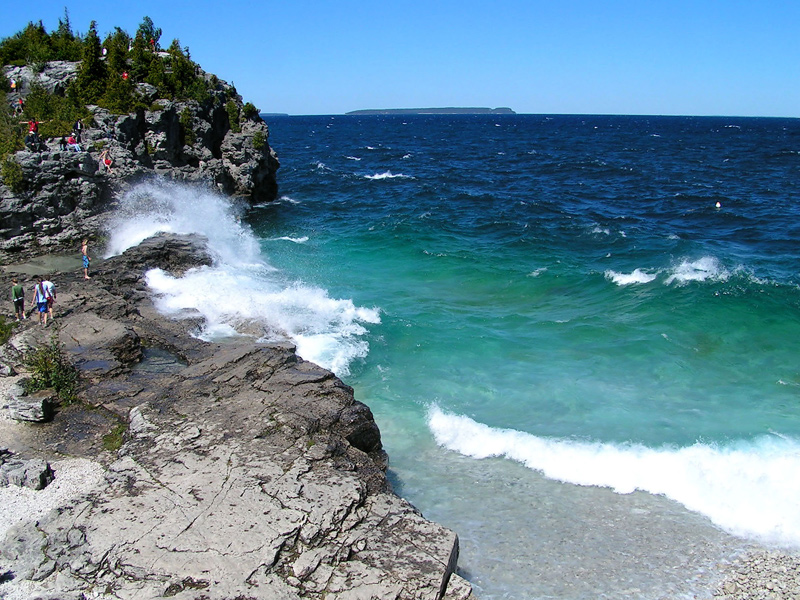
Bruce Bay sedd från Brucehalvön

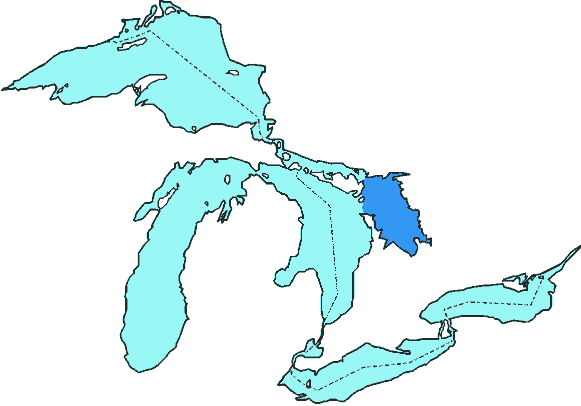
Georgian Bay (mörkblått) bland de Stora sjöarna (ljusblått).

Georgian Bay, franska baie Georgienne, är en stor vik i provinsen Ontario (Kanada) på nordöstra stranden av Huronsjön, skild från dennas huvuddel genom Brucehalvön och Manitoulinön. Bruce Peninsulas nationalpark ligger på norra spetsen av Brucehalvön.
Sedan Storbritannien hade tagit över territoriet 1822, och en expedition med Royal Navy hade kommit dit, kallade löjtnant Henry Wolsey Bayfield viken Georgian Bay efter kung Georg IV.

## Geografi
Georgian Bay är ungefär 190 kilometer lång och 80 kilometer bred. Den täcker cirka 15 000 kvadratkilometer, vilket gör att dess storlek är 80% av Ontariosjön.
Georgian Bay kallas den östra delen av Huronsjön. Som mest är den 95 meter djup.
Georgian Bay finns vid den södra kanten av Kanadensiska skölden, en berggrund som formades av glaciärerna i slutet av den senaste istiden, för cirka 11 000 år sedan. Bergsformationerna av granit och weymouthtallarna är karakteristiska för öarna och mycket av viken. Områdets robusta skönhet inspirerade den konstnärsgrupp som kallas Group of Seven, en kanadensisk grupp av landskapsmålare som fanns mellan 1920 och1933.
Den västra delen av viken från Collingwood i norr, inklusive Manitoulin, Drummond, Cockburn och Saint Joseph-öarna, gränsar till Niagara Escarpment. På grund av att de sund som förenar Georgian Bay med Huronsjön är så långa, kan detta liknas med hur Huronsjön skils från Michigansjön.

## Legenden om Kitchikewana
Wyandotfolket har en legend som berättar om en gud som heter Kitchikewana, som var tillräckligt stor för att skydda hela Georgian Bay. Kitchikewana var känd för sitt heta humör, och hans stam bestämde sig för att det bästa sättet att lugna honom var med en hustru. De höll en stor fest och många kvinnor kom. Kitchikewana träffade en kvinna som hette Wanakita här. Han bestämde sig för att detta var kvinnan han ville gifta sig med och började planera bröllopet omedelbart efter att hon gett sig iväg. Men när hon blev inbjuden att komma tillbaka till Kitchikewana, berättade hon för honom att hon redan var förlovad. Kitchikewana blev upprörd, förstörde alla dekorationer, och sprang till den ena änden av Beausoleil Island och tog en stor klump med jord. Han gick mot den andra änden av Georgian Bay, och kastade jordklumpen i Stora sjöarna. På så sätt skapades de 30 000 öarna. De inbuktningar som hans fingrar lämnade kvar utgör de fem vikarna i Georgian Bay: Midland Bay, Penetang Bay, Hog Bay, Sturgeon Bay och Matchedash Bay. Sedan lade han sig att sova och sover fortfarande som Giants Tomb Island.
Staden Penetanguishene har nu en stor staty av Kitchikewana vid sin huvudgata. Det finns ett YMCA sommarläger för ungdomar på Beausoleil Island, YMCA Camp Kitchikewana, med kortnamnet Kitchi, i södra Georgian Bay, Georgian Bay Islands nationalpark, sedan 1919. Det sköttes ursprungligen av Midland YMCA, men är nu boendecamping för YMCA Simcoe/Muskoka.